# NGC 6885
إن جي سي 6885 (NGC 6885، ويعرف أيضا بكالدويل 37)، هو عنقود مفتوح  في كوكبة الثعلب. انه يضيء بمقدار +5.7/+8.1. واحداثيته السماوية رع 20سا 12.0د.

## وصلات خارجية
الإحداثيات:  20س 12د 00ث، +26° 29′ 00″